# Вечный двигатель
Ве́чный дви́гатель (лат. perpetuum mobile, буквально — вечно движущееся) — воображаемое неограниченно долго действующее устройство, позволяющее получать большее количество полезной работы, чем количество сообщённой ему извне энергии (вечный двигатель первого рода) или позволяющее получать тепло от одного резервуара и полностью превращать его в работу (вечный двигатель второго рода). Создать вечный двигатель невозможно, так как его работа противоречила бы соответственно первому или второму закону термодинамики.
Однако, можно создать механизмы, способные работать, хотя и не бесконечно, но неопределённо долго (до износа своих составных частей) без вмешательства человека. В отличие от вечного двигателя, они не нарушают законов термодинамики, поскольку черпают энергию из окружающей среды (например, это может быть энергия Солнца или радиоактивного распада).

## Современная классификация вечных двигателей
- Вечный двигатель первого рода — неограниченно долго действующее устройство, способное бесконечно совершать работу без затрат топлива или других энергетических ресурсов. Согласно закону сохранения энергии, все попытки создать такой двигатель обречены на провал. Невозможность осуществления вечного двигателя первого рода постулируется в термодинамике как первое начало термодинамики.
- Вечный двигатель второго рода — неограниченно долго действующая машина, которая, будучи пущена в ход, превращала бы в работу всё тепло, извлекаемое из окружающих тел. Невозможность осуществления вечного двигателя второго рода постулируется в термодинамике в качестве одной из эквивалентных формулировок второго начала термодинамики[8].

И первое, и второе начала термодинамики были введены как постулаты после многократного экспериментального подтверждения невозможности создания вечных двигателей. Из этих начал выросли многие физические теории, проверенные множеством экспериментов и наблюдений, и у учёных не остаётся никаких сомнений в том, что данные постулаты верны, и создание вечного двигателя невозможно. В частности, второе начало термодинамики может быть сформулировано как один из следующих (эквивалентных) постулатов:
1. Постулат Кельвина — невозможно создать периодически действующую машину, совершающую механическую работу только за счёт охлаждения теплового резервуара.
2. Постулат Клаузиуса — самопроизвольный переход теплоты от более холодных тел к более горячим невозможен.

Демон Максвелла и броуновский храповик, если бы такие устройства были осуществимы, позволили бы реализовать вечный двигатель второго рода. Однако доказано, что работа таких систем как замкнутых (без обмена энергией с внешней средой) невозможна[уточнить].

## История
Первая документально подтверждённая попытка построить вечный двигатель относится к VIII веку: в Баварии была построена магнитная конструкция в виде колеса обозрения. В 1150 году индийский философ Бхаскара предложил свой вечный двигатель. В своём стихотворении он описывает некое колесо с прикреплёнными наискось по ободу длинными, узкими сосудами, наполовину заполненными ртутью. Принцип действия этого первого механического перпетуум-мобиле был основан на различии моментов сил тяжести, создаваемых жидкостью, перемещавшейся в сосудах, помещённых на окружности колеса. Бхаскара обосновывает вращение колеса весьма просто: «Наполненное таким образом жидкостью колесо, будучи насажено на ось, лежащую на двух неподвижных опорах, непрерывно вращается само по себе». Баварская схема и схема Бхаскары в чём-то схожи, но их изобретения при изучении показывают потерю энергии в каждом цикле. Отдельные заметки о вечном двигателе встречаются в арабских рукописях XVI века, хранящихся в Лейдене, Готе и Оксфорде.

Эпоха Возрождения подстегнула усилия изобретателей. В 1635 году был выдан первый патент на вечный двигатель. Среди рисунков Леонардо Да Винчи была найдена гравюра с чертежом вечного двигателя, но в целом он скептически относился к идее вечного двигателя. Он занимался разоблачением создаваемых конструкций, сравнивая их создание с поиском философского камня. К XVI—XVII векам идея вечного двигателя получила особенно широкое распространение. В это время быстро росло количество проектов вечных двигателей, подаваемых на рассмотрение в патентные ведомства европейских стран.
В 1712 году Иоганн Бесслер, изучив около 300 схем, предложил собственную модель. По легенде, его служанка разоблачила его машину, как хитрое мошенничество.
Помимо преданных делу изобретателей в истории происходили случаи разоблачения шарлатанов, пытавшихся выдать свои конструкции со скрытыми источниками энергии за вечные двигатели. Несмотря на то, что никому так и не удалось изобрести вечный двигатель, опыты помогли физикам изучить природу тепловых двигателей.
К 1775 году столь много было предложено схем вечных двигателей, отчего Парижская Королевская академия наук постановила не принимать более ни одного из-за очевидной невозможности их создания. Патентное ведомство США не выдаёт патенты на perpetuum mobile уже более ста лет. Тем не менее, в Международной патентной классификации сохраняются разделы для гидродинамических (раздел F03B 17/04. Архивировано из оригинала 25 апреля 2022 года.) и электродинамических (раздел H02K 53/00. Архивировано из оригинала 25 апреля 2022 года.) вечных двигателей.

### Изобретатели
- Майкл Брэйди
- Дзамбони, Джузеппе

## Конструкции вечных двигателей из истории
На рис. 1
Одна из древнейших конструкций вечного двигателя. Она представляет зубчатое колесо, в углублениях которого прикреплены откидывающиеся на шарнирах грузы. Геометрия зубьев такова, что грузы в левой части колеса всегда оказываются ближе к оси, чем в правой. По замыслу автора, это, в согласии с законом рычага, должно было бы приводить колесо в постоянное вращение. При вращении грузы откидывались бы справа и сохраняли движущее усилие.
Однако, если такое колесо изготовить, оно останется неподвижным. Причина этого факта заключается в том, что хотя справа грузы имеют более длинный рычаг, слева их больше по количеству. В результате моменты сил справа и слева оказываются равны.
На рис. 2
Устройство ещё одного двигателя. Автор решил использовать для выработки энергии закон Архимеда. Закон состоит в том, что тела, плотность которых меньше плотности воды, стремятся всплыть на поверхность. Поэтому автор расположил на цепи полые баки и правую половину поместил под воду. Он полагал, что вода будет их выталкивать на поверхность, а цепь с колёсами, таким образом, — бесконечно вращаться.
Здесь не учтено следующее: выталкивающая сила — это разница между давлениями воды, действующими на нижнюю и верхнюю части погруженного в воду предмета. В конструкции, приведённой на рисунке, эта разница будет стремиться вытолкнуть те баки, которые находятся под водой в правой части рисунка. Но на самый нижний бак, который затыкает собой отверстие, будет действовать лишь сила давления на его правую поверхность. И она будет уравновешивать или превосходить силу, действующую на остальные баки.

## Псевдовечный двигатель
Псевдовечный двигатель (даровой двигатель, мнимый вечный двигатель) — механизм, способный работать неопределённо долго (до износа своих составных частей) без вмешательства человека, но, в отличие от вечного двигателя, не нарушающий законов термодинамики. Энергию он черпает из окружающей среды (например, это может быть энергия Солнца или радиоактивного распада).

### Разновидности
Известны псевдовечные двигатели, использующие: энергию периодических суточных колебаний атмосферного давления; энергию теплового расширения вследствие суточных колебаний температуры; энергию распада радия; солнечную энергию (магнитно-тепловой двигатель).
В 1760-х годах Джон Кокс изобрёл часы, которые получают энергию от изменений атмосферного давления. Такие часы существуют и сегодня и могут идти вечно.

### Экономическая эффективность
Я. И. Перельман и Н. В. Гулиа пишут, что даровые двигатели экономически невыгодны для промышленного применения из-за малой стоимости производимой энергии по сравнению с капитальными вложениями в их создание и обслуживание.
Например, для завода часов на сутки работы нужна энергия {\displaystyle 1{,}5} Дж. Если этот механизм проработает {\displaystyle 10} лет, то за свой срок службы он выработает энергии {\displaystyle 1{,}5\cdot 365\cdot 10=5500} Дж. При стоимости механизма в {\displaystyle 10} рублей себестоимость производства одного киловатт-часа энергии с его помощью составит {\displaystyle {\frac {3{,}6\cdot 10^{6}}{5500}}\cdot 10=6{,}5} тыс. рублей.
В. М. Бродянский считает этот вывод неверным, поскольку стоимость устройства не пропорциональна его размерам.

### Пример псевдовечного двигателя 2-го рода
Анализ конкретной конструкции вечного двигателя 2-го рода может представлять собой нетривиальную задачу, особенно если речь идёт о конструкции сложной или такой, принцип действия которой на первый взгляд вообще непонятен, либо потоки энергии и их источник неочевидны. Зафиксируем, например, один конец работающей на изгиб биметаллической пластины, а ко второму концу подвесим груз и поместим получившуюся конструкцию на открытый воздух. За счёт колебаний температуры пластина будет изгибаться/распрямляться, а груз — подниматься и опускаться, то есть устройство будет совершать работу. Заменив груз на храповой механизм, получим механический привод, способный выполнять полезную работу за счёт извлечения энергии из единственного теплового резервуара — окружающей среды. Но поскольку окружающая среда попеременно выступает в качестве то нагревателя, то охладителя, противоречие со вторым законом термодинамики отсутствует. Таким образом, рассмотренная конструкция представляет собой не вечный, а псевдовечный двигатель 2-го рода.

## Вечное движение
Существует множество физических процессов, где за счет квантовых эффектов движение может происходить практически вечно без потребления энергии, но и без её выделения. Примером являются петлевые токи в сверхпроводниках и вихри в сверхтекучей жидкости.